# Sokolka (vrch)
Sokolka (322 m n. m.) je skalnatý masiv v okrese Mladá Boleslav Středočeského kraje, v přírodní rezervaci Příhrazské skály a v chráněné krajinné oblasti Český ráj. Leží asi 0,5 km severozápadně od vsi Srbsko na stejnojmenném katastrálním území.
Ze Sokolky je výhled do Srbské kotliny s Komárovským rybníkem a na vrch Chrby.

## Geomorfologické zařazení

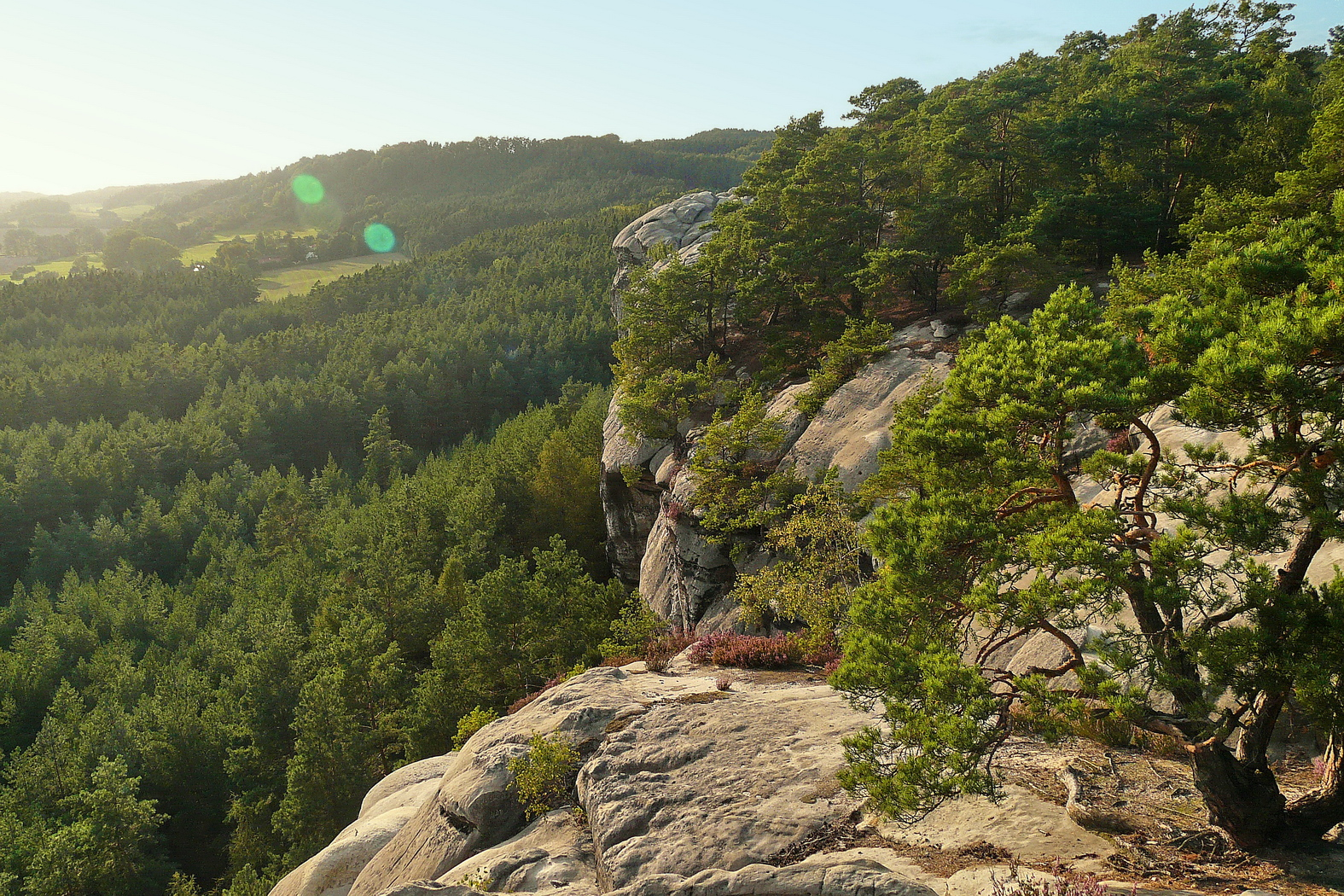
Skalní stěny Sokolky

Vrch náleží do celku Jičínská pahorkatina, podcelku Turnovská pahorkatina, okrsku Vyskeřská vrchovina, podokrsku Příhrazská vrchovina a Slivické části.

## Přístup
Automobilem a na kole lze k Sokolce přijet po silnici Kněžmost – Srbsko. Ze severu prochází kolem vrchu červeně značená turistická trasa (Kost–Příhrazy). Vstup na samotný masiv je do odvolání zakázán, kvůli ochraně málo odolného pískovce před poškozováním návštěvníky a regeneraci území.